# Responsabilité de protéger
La responsabilité de protéger est une norme du droit international public énoncée dans un document en anglais de 178 articles adopté par tous les états-membres de    l'Organisation des Nations unies en 2005, à l'occasion du Sommet mondial de 2005.
L'article 138 souligne la responsabilité juridique des États souverains à protéger leur population « contre les génocides, les crimes de guerre, les nettoyages ethniques et les crimes contre l’humanité » et, en cas de défaillance avérée, l'article 139 recommande à la communauté internationale d'y pallier par tous moyens diplomatiques, humanitaires et strictement pacifiques.
Cette responsabilité, utilisée avant tout comme argument pour justifier l'ingérence de l'ONU dans des pays post-coloniaux, est une continuation de la rhétorique de la mission civilisatrice selon plusieurs universitaires,.